# タイロン・エヴァンス
タイロン・エヴァンス（Tyrone Evans、1977年3月8日 - ）は、アメリカ合衆国のプロレスラー。オハイオ州アクロン出身。モンスター・ターヴァー（Monster Tarver）のリングネームで活動していることで知られる。

## 来歴

### キャリア初期
2005年、プロレスリング・エクスプレスで本名であるタイロン・エヴァンス（Tyrone Evans）名義でプロレスラーとしてデビュー。同団体の数々の王座を奪取する活躍を見せた。

### WWE
2006年と2007年にWWEのインディペンデント・サーキットに参加し、合格。契約を勝ち取った。契約と同時に最初の活動がレッスルマニア24でフロイド・メイウェザー・ジュニアのセコンドとして登場。その後傘下団体のFCWでトレーニングを積み、2008年にデビュー。ターヴァー（Tarver、ファーストネームは変更が多いため割愛）というボクサーギミックで狂拳を振るい、FCWフロリダタッグチーム王座、FCWフロリダヘビー級王座に数度挑戦するも、いずれも手が届かなかった。
2010年、ECWが放送終了となり、新設された番組であるNXTのシーズン1にルーキーとして参加。カリートをプロとして迎え、最下位で終わった。その後シーズン1のルーキーで結成されたネクサスの一員として暴れ回る。ヘル・イン・ア・セル翌日のRAWではジョン・シナとタッグを組んでマーク・ヘンリー、エヴァン・ボーンと対戦するが、シナが交代を拒否するなどして敗北。試合後にシナの反撃にあったため離脱（実際にはターヴァーの頸部損傷のため）。
12月にFCWにて復帰。2011年1月21日のSmackDown!にてセオドア・ロングが何者かに襲撃され、倒れていた現場にドルフ・ジグラーとヴィッキー・ゲレロと共に登場し、ロングの心配をしていた。1月24日のRAWではダニエル・ブライアンを巡って口論しているベラ・ツインズの横で携帯電話を見ていたことなど、エキストラとしての出番が多かったが2月にFCWに降格することとなった。復帰の機会を待ってトレーニングを続けていたが、6月にリリースとなった。

### インディー団体
WWEリリース後、リングネームを本名名義にしてFUW（Florida Underground Wrestling）に参戦。デビュー戦後にリングネームを再びマイケル・ターヴァーに戻している。2011年は数回のスポット参戦しかしなかったが、2012年にはレギュラーに昇格。3月には空位になったFUWブルーザー級王座を賭けてエディ・トーラスと対戦して勝利し、王座を獲得。2013年2月2日にFUWヘビー級王座を獲得。同月9日にFUWヘビー級王座初防衛戦としてトレント・バレッタと元WWE所属レスラー同士の試合を行い勝利した。
2014年2月9日、新日本プロレスのPPV、THE NEW BEGINNING in HIROSHIMAにて同じくNWA加盟団体で活動しているビッグダディ・ヤムヤムと共に参戦。天山広吉とのシングルマッチを行い、試合途中に天山の額から流血するというアクシデントに見舞われたがターヴァーはこの傷に噛み付くラフな攻勢に転じ、最後はマウンテンボムを狙った天山に対してカウンターの1.9を喰らわせて勝利した。小島聡 vs ヤムヤムとの試合後には乱入して小島を襲撃するも小島を助けに駆けつけた天山によりリングから追い出されてしまった。
2月11日、THE NEW BEGINNING in OSAKAにてヤムヤムとタッグを組んでテンコジ（天山広吉 & 小島聡）とNWA世界タッグ王座次期挑戦者決定タッグマッチを行い、善戦するも最後に天山のアナコンダバスターからアナコンダバイスへと繋がれてタップし、リベンジを許してしまった。2月21日、FUWにてFUWヘビー級王者であるマット・モーガンに挑戦して勝利し、2度目の王座を戴冠をした。9月5日、FIP（Full Impact Pro）にて行われたFIPトリオ王座争奪トーナメントにメイソン・ライアン & ショーン・リッカーと組んで出場するが準決勝にてドス・ベン・デホス（ジェイ・クルーズ & ジェイ・リオス） & リンス・ドラドと対戦して敗戦となった。
2015年1月9日、FIPにてマーティン・ストーンとMSLユニバースなるタッグチームを結成し、ジェネレーション・ジェネシス（ジェフ・ブーム & ミッチ・ミッチェル）と対戦して勝利。3月14日、RPW（Ronin Pro Wrestling）にてリングネームをモンスター・ターヴァー（Monster Tarver）へと変更。エディ・グレイブスと対戦してキル・ショットを決め勝利した。

## 得意技
- 1.9

スーパーマンパンチ
- キル・ショット

ノックアウトパンチ
- ターヴァー・ライトニング

パワースラムのように持ち上げた相手を、勢いをいったん止めてから頭ではなく足方向に回転しなおして叩きつける変型ボディスラム。
- フック

## 獲得タイトル
FUW
- FUWヘビー級王座 : 2回
- FUWブルーザー級王座 : 1回

PWX
- PWXヘビー級王座 : 2回
- PWXブレスナックル王座 : 1回
- PWXインターコンチネンタル王座 : 1回

MEWL（Main Event Wrestling League）
- MEWLヘビー級王座 : 2回

## 入場曲
- Chopping Spree
- Down 2 Bizzness
- We Are One (12 Stones)